# Unione Sportiva Arezzo 1973-1974
Questa voce raccoglie le informazioni riguardanti l'Unione Sportiva Arezzo nelle competizioni ufficiali della stagione 1973-1974.

## Rosa
| N. |                   | Ruolo | Calciatore              |
| -- | ----------------- | ----- | ----------------------- |
|    | Italia (bandiera) | P     | Giancarlo Alessandrelli |
|    | Italia (bandiera) | P     | Fabio Arrigucci         |
|    | Italia (bandiera) | D     | Pierluigi Cencetti      |
|    | Italia (bandiera) | A     | Andrea Conte            |
|    | Italia (bandiera) | D     | Luciano De Luca         |
|    | Italia (bandiera) | D     | Maurizio Del Pasqua     |
|    | Italia (bandiera) | A     | Sergio Di Prospero      |
|    | Italia (bandiera) | C     | Mario Fara              |
|    | Italia (bandiera) | D     | Pietro Fontana          |
|    | Italia (bandiera) | D     | Claudio Giulianini      |
|    | Italia (bandiera) | C     | Guido Magherini         |
|    | Italia (bandiera) | C     | Alberto Marchetti       |

| N. |                   | Ruolo | Calciatore             |
| -- | ----------------- | ----- | ---------------------- |
|    | Italia (bandiera) | D     | Vittorio Marini        |
|    | Italia (bandiera) | A     | Corrado Marmo          |
|    | Italia (bandiera) | C     | Giuseppe Martini       |
|    | Italia (bandiera) | A     | Lucio Mujesan          |
|    | Italia (bandiera) | A     | Ezio Musa              |
|    | Italia (bandiera) | C     | Domenico Neri          |
|    | Italia (bandiera) | C     | Giovan Battista Pienti |
|    | Italia (bandiera) | A     | Paolo Piras            |
|    | Italia (bandiera) | C     | Federico Righi         |
|    | Italia (bandiera) | A     | Luigi Tonani           |
|    | Italia (bandiera) | A     | Luigino Vallongo       |
|    | Italia (bandiera) | D     | Benvenuto Vergani      |

## Risultati

### Serie B

#### Girone di andata
| 30 settembre 1973 1ª giornata | Ternana | 2 – 0 | Arezzo |  |

| 7 ottobre 1973 2ª giornata | Arezzo | 2 – 0 | Taranto |  |

| 14 ottobre 1973 3ª giornata | Reggina | 1 – 0 | Arezzo |  |

| 21 ottobre 1973 4ª giornata | Arezzo | 0 – 1 | Atalanta |  |

| 28 ottobre 1973 5ª giornata | Catania | 2 – 1 | Arezzo |  |

| 4 novembre 1973 6ª giornata | Arezzo | 4 – 1 | Perugia |  |

| 11 novembre 1973 7ª giornata | Avellino | 1 – 0 | Arezzo |  |

| 18 novembre 1973 8ª giornata | Arezzo | 2 – 0 | Novara |  |

| 25 novembre 1973 9ª giornata | Bari | 0 – 1 | Arezzo |  |

| 2 dicembre 1973 10ª giornata | Arezzo | 4 – 2 | Palermo |  |

| 9 dicembre 1973 11ª giornata | Brescia | 3 – 2 | Arezzo |  |

| 16 dicembre 1973 12ª giornata | Parma | 6 – 1 | Arezzo |  |

| 23 dicembre 1973 13ª giornata | Arezzo | 0 – 0 | Ascoli |  |

| 30 dicembre 1973 14ª giornata | Como | 1 – 0 | Arezzo |  |

| 6 gennaio 1974 15ª giornata | Arezzo | 1 – 1 | Varese |  |

| 13 gennaio 1974 16ª giornata | Arezzo | 1 – 0 | Brindisi |  |

| 20 gennaio 1974 17ª giornata | SPAL | 1 – 1 | Arezzo |  |

| 27 gennaio 1974 18ª giornata | Arezzo | 2 – 0 | Catanzaro |  |

| 3 febbraio 1974 19ª giornata | Reggiana | 1 – 1 | Arezzo |  |

#### Girone di ritorno
| 10 febbraio 1974 20ª giornata | Arezzo | 1 – 1 | Ternana |  |

| 17 febbraio 1974 21ª giornata | Taranto | 1 – 0 | Arezzo |  |

| 24 febbraio 1974 22ª giornata | Arezzo | 0 – 0 | Reggina |  |

| 3 marzo 1974 23ª giornata | Atalanta | 0 – 0 | Arezzo |  |

| 10 marzo 1974 24ª giornata | Arezzo | 2 – 0 | Catania |  |

| 17 marzo 1974 25ª giornata | Perugia | 2 – 0 | Arezzo |  |

| 24 marzo 1974 26ª giornata | Arezzo | 3 – 0 | Avellino |  |

| 31 marzo 1974 27ª giornata | Novara | 1 – 0 | Arezzo |  |

| 7 aprile 1974 28ª giornata | Arezzo | 1 – 0 | Bari |  |

| 14 aprile 1974 29ª giornata | Palermo | 2 – 1 | Arezzo |  |

| 21 aprile 1974 30ª giornata | Arezzo | 1 – 0 | Brescia |  |

| 28 aprile 1974 31ª giornata | Arezzo | 0 – 0 | Parma |  |

| 5 maggio 1974 32ª giornata | Ascoli | 1 – 1 | Arezzo |  |

| 12 maggio 1974 33ª giornata | Arezzo | 2 – 2 | Como |  |

| 19 maggio 1974 34ª giornata | Varese | 2 – 0 | Arezzo |  |

| 26 maggio 1974 35ª giornata | Brindisi | 1 – 1 | Arezzo |  |

| 2 giugno 1974 36ª giornata | Arezzo | 1 – 0 | SPAL |  |

| 9 giugno 1974 37ª giornata | Catanzaro | 3 – 3 | Arezzo |  |

| 16 giugno 1974 38ª giornata | Arezzo | 2 – 2 | Reggiana |  |

## Statistiche

### Statistiche di squadra
| Competizione | Punti | In casa | In casa | In casa | In casa | In casa | In casa | In trasferta | In trasferta | In trasferta | In trasferta | In trasferta | In trasferta | Totale | Totale | Totale | Totale | Totale | Totale | DR |
| Competizione | Punti | G       | V       | N       | P       | Gf      | Gs      | G            | V            | N            | P            | Gf           | Gs           | G      | V      | N      | P      | Gf     | Gs     | DR |
| ------------ | ----- | ------- | ------- | ------- | ------- | ------- | ------- | ------------ | ------------ | ------------ | ------------ | ------------ | ------------ | ------ | ------ | ------ | ------ | ------ | ------ | -- |
| Serie B      | 37    | 19      | 11      | 7       | 1       | 29      | 10      | 19           | 1            | 6            | 12           | 13           | 31           | 38     | 12     | 13     | 13     | 42     | 41     | +1 |
| Coppa Italia | 1     | 2       | 0       | 1       | 1       | 2       | 4       | 2            | 0            | 0            | 2            | 0            | 5            | 4      | 0      | 1      | 3      | 2      | 9      | -7 |
| Totale       |       | 21      | 11      | 8       | 2       | 31      | 14      | 21           | 1            | 6            | 14           | 13           | 36           | 42     | 12     | 14     | 16     | 44     | 50     | -6 |

### Statistiche dei giocatori
| Giocatore        | Serie B  | Serie B | Serie B     | Serie B    | Coppa Italia | Coppa Italia | Coppa Italia | Coppa Italia | Totale   | Totale | Totale      | Totale     |
| Giocatore        | Presenze | Reti    | Ammonizioni | Espulsioni | Presenze     | Reti         | Ammonizioni  | Espulsioni   | Presenze | Reti   | Ammonizioni | Espulsioni |
| ---------------- | -------- | ------- | ----------- | ---------- | ------------ | ------------ | ------------ | ------------ | -------- | ------ | ----------- | ---------- |
| G. Alessandrelli | 32       | -30     | ?           | ?          | ?            | ?            | ?            | ?            | 32+      | -30+   | ?           | ?          |
| F. Arrigucci     | 8        | -11     | ?           | ?          | ?            | ?            | ?            | ?            | 8+       | -11+   | ?           | ?          |
| P. Cencetti      | 33       | 0       | ?           | ?          | ?            | ?            | ?            | ?            | 33+      | 0+     | ?           | ?          |
| A. Conte         | 3        | 0       | ?           | ?          | ?            | ?            | ?            | ?            | 3+       | 0+     | ?           | ?          |
| L. De Luca       | 3        | 0       | ?           | ?          | ?            | ?            | ?            | ?            | 3+       | 0+     | ?           | ?          |
| M. Del Pasqua    | 1        | 0       | ?           | ?          | ?            | ?            | ?            | ?            | 1+       | 0+     | ?           | ?          |
| S. Di Prospero   | 4        | 0       | ?           | ?          | ?            | ?            | ?            | ?            | 4+       | 0+     | ?           | ?          |
| M. Fara          | 33       | 4       | ?           | ?          | ?            | ?            | ?            | ?            | 33+      | 4+     | ?           | ?          |
| P. Fontana       | 25       | 0       | ?           | ?          | ?            | ?            | ?            | ?            | 25+      | 0+     | ?           | ?          |
| C. Giulianini    | 22       | 0       | ?           | ?          | ?            | ?            | ?            | ?            | 22+      | 0+     | ?           | ?          |
| G. Magherini     | 28       | 5       | ?           | ?          | ?            | ?            | ?            | ?            | 28+      | 5+     | ?           | ?          |
| A. Marchetti     | 17       | 1       | ?           | ?          | ?            | ?            | ?            | ?            | 17+      | 1+     | ?           | ?          |
| V. Marini        | 7        | 0       | ?           | ?          | ?            | ?            | ?            | ?            | 7+       | 0+     | ?           | ?          |
| C. Marmo         | 27       | 5       | ?           | ?          | ?            | ?            | ?            | ?            | 27+      | 5+     | ?           | ?          |
| G. Martini       | 12       | 2       | ?           | ?          | ?            | ?            | ?            | ?            | 12+      | 2+     | ?           | ?          |
| L. Mujesan       | 32       | 10      | ?           | ?          | ?            | ?            | ?            | ?            | 32+      | 10+    | ?           | ?          |
| E. Musa          | 27       | 9       | ?           | ?          | ?            | ?            | ?            | ?            | 27+      | 9+     | ?           | ?          |
| D. Neri          | 3        | 0       | ?           | ?          | ?            | ?            | ?            | ?            | 3+       | 0+     | ?           | ?          |
| G.B. Pienti      | 24       | 2       | ?           | ?          | ?            | ?            | ?            | ?            | 24+      | 2+     | ?           | ?          |
| P. Piras         | 2        | 0       | ?           | ?          | ?            | ?            | ?            | ?            | 2+       | 0+     | ?           | ?          |
| F. Righi         | 36       | 0       | ?           | ?          | ?            | ?            | ?            | ?            | 36+      | 0+     | ?           | ?          |
| L. Tonani        | 21       | 0       | ?           | ?          | ?            | ?            | ?            | ?            | 21+      | 0+     | ?           | ?          |
| L. Vallongo      | 11       | 3       | ?           | ?          | ?            | ?            | ?            | ?            | 11+      | 3+     | ?           | ?          |
| B. Vergani       | 37       | 0       | ?           | ?          | ?            | ?            | ?            | ?            | 37+      | 0+     | ?           | ?          |